# Néstor Salinas
Néstor Salinas Alonso (ur. 28 lutego 1993 w Cabanillas) – hiszpański piłkarz występujący na pozycji pomocnika w CD Mirandés.